# Cathcart (Washington)
Cathcart es un lugar designado por el censo ubicado en el condado de Snohomish en el estado estadounidense de Washington. En el año 2000 tenía una población de 3015 habitantes y una densidad poblacional de 279,8 personas por km².

## Geografía
Cathcart se encuentra ubicado en las coordenadas 47°50′39″N 122°6′22″O / 47.84417, -122.10611.

## Demografía
Según la Oficina del Censo en 2000 los ingresos medios por hogar en la localidad eran de $65 357, y los ingresos medios por familia eran de $77 552. Los hombres tenían unos ingresos medios de $52 425 frente a los $32 417 para las mujeres. La renta per cápita para la localidad era de $28 716. Alrededor del 3,9% de la población estaba por debajo del umbral de pobreza.